# Belitsa (vattendrag i Vitryssland, Homels voblast)
Belitsa (ryska: Белица) är ett vattendrag i Belarus.   Det ligger i voblasten Homels voblast, i den centrala delen av landet, 190 kilometer sydost om huvudstaden Minsk.
Omgivningarna runt Belitsa är en mosaik av jordbruksmark och naturlig växtlighet. Runt Belitsa är det ganska tätbefolkat, med 54 invånare per kvadratkilometer.